# Anopsobius patagonicus
Anopsobius patagonicus är en mångfotingart som beskrevs av Filippo Silvestri 1909. Anopsobius patagonicus ingår i släktet Anopsobius och familjen fåögonkrypare.

## Underarter
Arten delas in i följande underarter:
- A. p. calcaratus
- A. p. patagonicus